# Poitiers Basket 86
Il Poitiers Basket 86 è una società cestistica avente sede a Poitiers, in Francia. Fondata nel 2004 dalla fusione tra CEP Poitiers e Stade Poitevin, gioca nel campionato francese.
Disputa le partite interne nella Salle Frédéric Lawson-Body, che ha una capacità di 2.800 spettatori.